# NGC 4888
NGC 4888 é uma galáxia espiral (Sab) localizada na direcção da constelação de Virgo. Possui uma declinação de -06° 04' 32" e uma ascensão recta de 13 horas, 00 minutos e 36,2 segundos.
A galáxia NGC 4888 foi descoberta em 23 de Março de 1789 por William Herschel.